# 竇璸
窦瑸（1715年—1802年），字文贻，号欲诚，山西平定县东关人。清朝军事将领，官至提督。
窦瑸初研经学，因羡其族叔窦宁以武进士授官侍卫，衣锦还乡，于是弃文学武。乾隆六年（1741年）辛酉乡试中武举人，次年联捷壬戌科武进士，授蓝翎侍卫。曾两次随高宗前往围场狩猎。后出官江西铅山营都司、福建陆路提标后营游击、台湾城守营参将、浙江绍兴协副将、山东登州总兵，历任贵州、湖广、广东等省提督。至广东时，以年届花甲，仍亲与将士巡视海边，对英使马戛尔尼态度强硬。乾隆五十年（1785年）、嘉庆元年（1796年）两赴“千叟宴”。嘉庆六年（1801年）再赴鹰扬宴，次年重赴会武宴。
窦瑸返乡后，捐资重修冠山书院。卒年八十八，葬于东关祖茔。由本州绅士任用仪为其撰写墓志铭。